# Dolmen du Pech des Auques
Le dolmen du Pech des Auques est un dolmen-coffre situé sur la commune de Miers dans le département du Lot.
Cet édifice n'a été découvert qu'en 1990 dans le cadre d'une prospection systématique menée dans le nord du département.

## Architecture
Il s'agit d'un dolmen-coffre de petite taille. Aucun tumulus n'est visible. Aucune dalle susceptible de servir de table de couverture n'a été retrouvée. Le côté gauche est constitué par l'affleurement rocheux naturel. Côté droit, l'orthostate s'est fendue en deux morceaux dans le sens du clivage. Le chevet est constitué de deux petites dalles accolées parallèlement résultant peut-être d'un clivage naturel. Les orthostates ont été calées à leur base. La chambre est orientée selon l'azimut 105°.
| Dalle            | Longueur | Épaisseur | Largeur |
| ---------------- | -------- | --------- | ------- |
| Orthostate droit | 1,36 m   | 0,19 m    | 0,46 m  |
| Chevet           | 0,84 m   | 0,10 m    | 0,49 m  |
| Chevet           | 0,82 m   | 0,05 m    | 0,49 m  |
| Données          |          |           |         |

## Hypothèses
La fouille archéologique n'a livré aucun mobilier funéraire ni vestiges osseux. Même en tenant compte d'une dégradation naturelle du monument, sa taille modeste en restreint considérablement l'usage à l'inhumation d'un seul adulte en position fœtale ou à celle de très jeunes enfants. Ceci a conduit les archéologues à émettre quatre hypothèses :
- l'édifice a été construit pour une sépulture unique ou pour l'inhumation exclusive de nouveau-nés ou de nourrissons
- l'édifice a été abandonné peu après sa construction et sans avoir été utilisé
- l'édifice n'est pas une tombe mais un lieu de dépôt temporaire avant inhumation ultérieure dans un autre édifice plus grand
- l'édifice n'est qu'une amorce de construction dont l'usage n'était peut-être pas funéraire